# Balthasar Permoser
Balthasar Permoser (* Kammer kod Waginga, Salzburg; danas je to dio grada Traunsteina, Bavarska, 13. kolovoza 1651.-† Dresden, 18. veljače 1732.) bio je uz svog rivala Andreasa Schlütera najznačajniji njemački i austrijski barokni kipar svoga vremena. Njegov kiparski stil bio je na razmeđi baroka i ranog rokokoa. 
Permoser se kiparstvu učio u radionici Wolfa Weißenkirchnera mlađeg u Salzburgu, te potom u Beču, gdje se učio obradi slonovače. Od 1675. radio je u Firenci, u kiparskoj radionici Giovannia Battiste Fogginia, u njoj je ostao punih četrnaest godina i naučio odlično raditi.
Zatim je 1689. pozvan od strane saskog izbornog kneza (Kurfürstentum) Johanna Georga III.,  u Leipzig da iskleše dvije 
velike vrtne samostojeće skulpture Herkula. 1697., proveo je gotovo cijelu u Italiji, gdje je i isklesao skulpture Atlanta za zapadna vrata Hofstallunga u Salzburgu. Od 1704. – 1710. radio je na kiparskim ukrasima dvorca Charlottenburg pored Berlina. 
Zatim se vratio u Dresden, gdje je u suradnji s arhitektom Matthäusom Danielom Pöppelmannom radio na izgradnji palače Zwinger (građena od 1710. – 1728. )za saksonskog izbornog kneza Friedricha Augusta I. ( Augusta I. Silnog). 
Na ovoj palači Permoserer je primijenio pravi rimski rascvjetali barok u skulpturalnim detaljima. Za fasadu Wallpavillona izradio je šest od dvanest kipova veselih atlanta. Po ovom radu je i danas najpoznatiji.
Za dvorac Zwinger isklesao je i kipove za fontanu  Nymphenbad. 
Njegov najpoznatiji samostojeći kip je mramorna Apoteoza princa Eugena iz bečkog Belvederea(1718. – 1721.).
1725. napravio je dva polikromirana drvena kipa Sv. Augustina i Sv. Ambrozija, za oltar dvorske crkve (Hofkirche) u Dresdenu ( danas se nalaze u gradskom muzeju u Bautzenu).
Permoser je radio i kao modelar (preteča današnjeg dizajnera) za drezdensku radionicu Johanna Melchiora Dinglingera, dvorskog draguljara Augusta I. Najpoznatiji njegov rad iz ove suradnje su dvije figure Maora, koja je juvelir Dinglinger ukrasio draguljima. Permoser je napravio te figure iz vrlo ulaštenog Meissen porculana. Ove figurice kao i ostale porculanske figure iz serije - commedia dell'arte radionice Meissen, kopirale su brojne manufakture širom Europe. 
Pored velikih narudžaba, radio je i male stvari za privatne naručitelje, - najviše portretne biste iz alabastera, poput biste za Antona Ulricha, vojvodu od Braunschweig-Wolfenbüttela.
- Permoserovi kipovi za fontanu Nymphenbad, palača Zwinger, Dresden
- Maor sa smaragdnim pladnjem iz dresdenskog muzeja Grünes Gewölbe
- Permoserov model za figuru Svete Magdalene
- Apolon s lirom iz vrta dvorca Schweriner

## Vanjske poveznice
- Balthasar Permoser on-line
- Balthasar Permoser - najpoznatiji sin župe Otting (na njemačkom)